# Eyvind Brynildsen
Eyvind Brynildsen (Fredrikstad, 14 gennaio 1988) è un pilota di rally norvegese, che dal 2020 al 2022, e nel 2024 ha corso per la scuderia Toksport WRT su una Škoda Fabia RS Rally2 nel campionato WRC2.

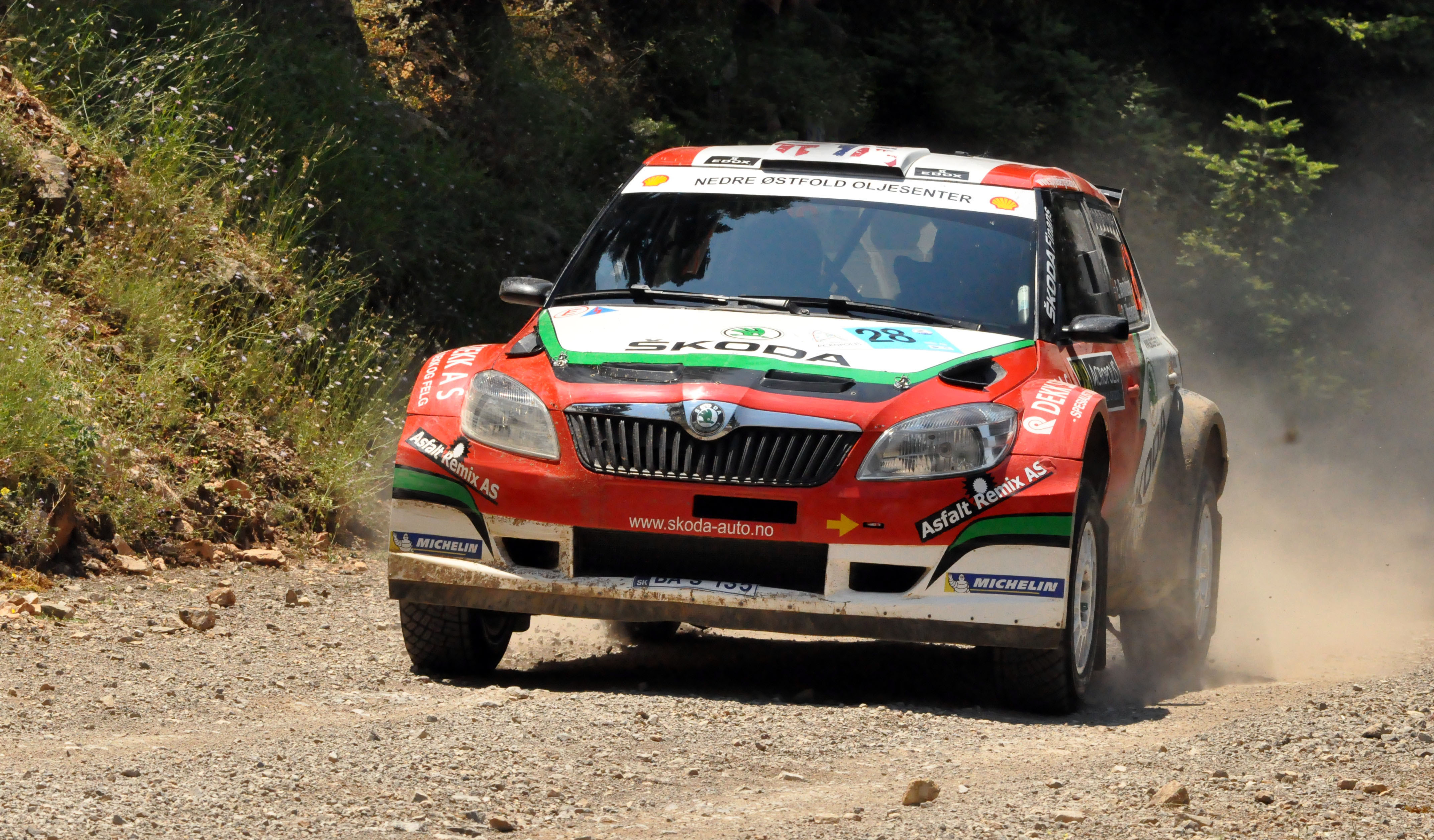
Eyvind Brynildsen su Skoda Fabia S2000

Dal 2006 corre nel WRC, prendendovi parte per 15 edizioni. Dal 2008 al 2009 ha partecipato al PWRC dal 2010-2011 al SWRC e dal 2013 al 2012 al WRC2. Nel 2018 ha anche partecipato all'ERC.

## Risultati nel mondiale rally

### WRC
| 2006 | Scuderia | Vettura                   |  |    |  |  |  |  |  |  |  |  |  |  |  |  |  |  | Punti | Pos. |
| ---- | -------- | ------------------------- |  | -- |  |  |  |  |  |  |  |  |  |  |  |  |  |  | ----- | ---- |
| 2006 |          | Mitsubishi Lancer Evo VII |  | 44 |  |  |  |  |  |  |  |  |  |  |  |  |  |  | 0     |      |

| 2007 | Scuderia | Vettura                  |  |    |    |  |    |  |  |  |  |    |  |    |  |  |  |  | Punti | Pos. |
| ---- | -------- | ------------------------ |  | -- | -- |  | -- |  |  |  |  | -- |  | -- |  |  |  |  | ----- | ---- |
| 2007 |          | Mitsubishi Lancer Evo IX |  | 19 | 13 |  | 46 |  |  |  |  | 35 |  | 24 |  |  |  |  | 0     |      |

| 2008 | Scuderia | Vettura                  |  |    |  |  |  |  |     |     |    |  |  |    |  |    |     |  | Punti | Pos. |
| ---- | -------- | ------------------------ |  | -- |  |  |  |  | --- | --- | -- |  |  | -- |  | -- | --- |  | ----- | ---- |
| 2008 |          | Mitsubishi Lancer Evo IX |  | 37 |  |  |  |  | Rit | Rit | 49 |  |  | 34 |  | 13 | Rit |  | 0     |      |

| 2009 | Scuderia                               | Vettura                                    |  |    |  |    |    |    |  |  |  |     |    |     |  |  |  |  | Punti | Pos. |
| ---- | -------------------------------------- | ------------------------------------------ |  | -- |  | -- | -- | -- |  |  |  | --- | -- | --- |  |  |  |  | ----- | ---- |
| 2009 | Ralliart New Zealand Errani Team Group | Mitsubishi Lancer Evo IX Škoda Fabia S2000 |  | 13 |  | 11 | 18 | 18 |  |  |  | Rit | 13 | Rit |  |  |  |  | 0     |      |

| 2010 | Scuderia                | Vettura           |    |    |    |  |  |    |    |  |    |  |    |  |     |  |  |  | Punti | Pos. |
| ---- | ----------------------- | ----------------- | -- | -- | -- |  |  | -- | -- |  | -- |  | -- |  | --- |  |  |  | ----- | ---- |
| 2010 | René Georges Rallysport | Škoda Fabia S2000 | 16 | 21 | 14 |  |  | 29 | 15 |  | 14 |  | 20 |  | Rit |  |  |  | 0     |      |

| 2011 | Scuderia       | Vettura           |     |  |  |    |     |  |    |     |  |  |    |  |  |  |  |  | Punti | Pos. |
| ---- | -------------- | ----------------- | --- |  |  | -- | --- |  | -- | --- |  |  | -- |  |  |  |  |  | ----- | ---- |
| 2011 | PS Engineering | Škoda Fabia S2000 | Rit |  |  | 18 | Rit |  | 18 | Rit |  |  | 13 |  |  |  |  |  | 0     |      |

| 2012 | Scuderia | Vettura            |  |    |  |  |  |  |  |  |  |  |  |  |  |  |  |  | Punti | Pos. |
| ---- | -------- | ------------------ |  | -- |  |  |  |  |  |  |  |  |  |  |  |  |  |  | ----- | ---- |
| 2012 |          | Ford Fiesta RS WRC |  | 10 |  |  |  |  |  |  |  |  |  |  |  |  |  |  | 1     | 34º  |

| 2013 | Scuderia        | Vettura                        |  |     |  |  |  |  |  |    |     |  |  |  |    |  |  |  | Punti | Pos. |
| ---- | --------------- | ------------------------------ |  | --- |  |  |  |  |  | -- | --- |  |  |  | -- |  |  |  | ----- | ---- |
| 2013 | Dmack - Autotek | Ford Fiesta RRC Ford Fiesta R5 |  | Rit |  |  |  |  |  | 28 | Rit |  |  |  | 11 |  |  |  | 0     |      |

| 2014 | Scuderia | Vettura         |  |  |  |  |  |  |  |    |  |  |  |  |  |  |  |  | Punti | Pos. |
| ---- | -------- | --------------- |  |  |  |  |  |  |  | -- |  |  |  |  |  |  |  |  | ----- | ---- |
| 2014 |          | Ford Fiesta RRC |  |  |  |  |  |  |  | 14 |  |  |  |  |  |  |  |  | 0     |      |

| 2015 | Scuderia                      | Vettura                        |  |    |  |  |  |  |  |     |  |  |  |  |    |  |  |  | Punti | Pos. |
| ---- | ----------------------------- | ------------------------------ |  | -- |  |  |  |  |  | --- |  |  |  |  | -- |  |  |  | ----- | ---- |
| 2015 | Drive Dmack Motorsport Italia | Ford Fiesta RRC Škoda Fabia R5 |  | 14 |  |  |  |  |  | Rit |  |  |  |  | 39 |  |  |  | 0     |      |

| 2016 | Scuderia                 | Vettura        |  |    |  |  |  |  |  |  |  |  |  |  |  |  |  |  | Punti | Pos. |
| ---- | ------------------------ | -------------- |  | -- |  |  |  |  |  |  |  |  |  |  |  |  |  |  | ----- | ---- |
| 2016 | M-Sport World Rally Team | Ford Fiesta R5 |  | 15 |  |  |  |  |  |  |  |  |  |  |  |  |  |  | 0     |      |

| 2017 | Scuderia          | Vettura        |  |    |  |  |  |  |  |  |  |  |  |     |  |  |  |  | Punti | Pos. |
| ---- | ----------------- | -------------- |  | -- |  |  |  |  |  |  |  |  |  | --- |  |  |  |  | ----- | ---- |
| 2017 | Adapta Motorsport | Ford Fiesta R5 |  | 21 |  |  |  |  |  |  |  |  |  | Rit |  |  |  |  | 0     |      |

| 2019 | Scuderia | Vettura        |  |    |  |  |  |  |  |  |  |  |  |  |  |  |  |  | Punti | Pos. |
| ---- | -------- | -------------- |  | -- |  |  |  |  |  |  |  |  |  |  |  |  |  |  | ----- | ---- |
| 2019 |          | Škoda Fabia R5 |  | 16 |  |  |  |  |  |  |  |  |  |  |  |  |  |  | 0     |      |

| 2020 | Scuderia     | Vettura                |  |  |  |    |    |    |  |  |  |  |  |  |  |  |  |  | Punti | Pos. |
| ---- | ------------ | ---------------------- |  |  |  | -- | -- | -- |  |  |  |  |  |  |  |  |  |  | ----- | ---- |
| 2020 | Toksport WRT | Škoda Fabia Rally2 Evo |  |  |  | 16 | 18 | 13 |  |  |  |  |  |  |  |  |  |  | 0     |      |

| 2021 | Scuderia     | Vettura                |  |    |  |  |  |  |  |  |  |  |  |  |  |  |  |  | Punti | Pos. |
| ---- | ------------ | ---------------------- |  | -- |  |  |  |  |  |  |  |  |  |  |  |  |  |  | ----- | ---- |
| 2021 | Toksport WRT | Škoda Fabia Rally2 Evo |  | 15 |  |  |  |  |  |  |  |  |  |  |  |  |  |  | 0     |      |

| 2022 | Scuderia     | Vettura                |  |  |  |  |  |  |  |  |  |    |  |  |  |  |  |  | Punti | Pos. |
| ---- | ------------ | ---------------------- |  |  |  |  |  |  |  |  |  | -- |  |  |  |  |  |  | ----- | ---- |
| 2022 | Toksport WRT | Škoda Fabia Rally2 Evo |  |  |  |  |  |  |  |  |  | 10 |  |  |  |  |  |  | 1     | 35º  |

| 2024 | Scuderia     | Vettura               |  |  |  |    |  |  |  |  |  |  |  |  |  |  |  |  | Punti | Pos. |
| ---- | ------------ | --------------------- |  |  |  | -- |  |  |  |  |  |  |  |  |  |  |  |  | ----- | ---- |
| 2024 | Toksport WRT | Škoda Fabia RS Rally2 |  |  |  | 14 |  |  |  |  |  |  |  |  |  |  |  |  | 0     |      |

| Legenda | 1º posto | 2º posto | 3º posto | A punti | Senza punti | Ritirato | Squalificato | NP=Non partito C=Gara cancellata | Apice=Power stage |

### S-WRC/WRC-2
| 2010 | Scuderia                | Vettura           |   |   |   |  |  |   |  |  |   |  |   |  |     |  |  |  | Punti | Pos. |
| ---- | ----------------------- | ----------------- | - | - | - |  |  | - |  |  | - |  | - |  | --- |  |  |  | ----- | ---- |
| 2010 | René Georges Rallysport | Škoda Fabia S2000 | 5 | 4 | 2 |  |  | 9 |  |  | 4 |  | 5 |  | Rit |  |  |  | 64    | 6º   |

| 2011 | Scuderia       | Vettura           |  |  |  |   |     |  |   |     |  |  |   |  |  |  |  |  | Punti | Pos. |
| ---- | -------------- | ----------------- |  |  |  | - | --- |  | - | --- |  |  | - |  |  |  |  |  | ----- | ---- |
| 2011 | PS Engineering | Škoda Fabia S2000 |  |  |  | 5 | Rit |  | 7 | Rit |  |  | 2 |  |  |  |  |  | 34    | 8º   |

| 2013 | Scuderia        | Vettura                        |  |     |  |  |  |  |  |    |     |  |  |  |   |  |  |  | Punti | Pos. |
| ---- | --------------- | ------------------------------ |  | --- |  |  |  |  |  | -- | --- |  |  |  | - |  |  |  | ----- | ---- |
| 2013 | Dmack - Autotek | Ford Fiesta RRC Ford Fiesta R5 |  | Rit |  |  |  |  |  | 10 | Rit |  |  |  | 4 |  |  |  | 13    | 26º  |

| 2014 | Scuderia | Vettura         |  |  |  |  |  |  |  |   |  |  |  |  |  |  |  |  | Punti | Pos. |
| ---- | -------- | --------------- |  |  |  |  |  |  |  | - |  |  |  |  |  |  |  |  | ----- | ---- |
| 2014 |          | Ford Fiesta RRC |  |  |  |  |  |  |  | 5 |  |  |  |  |  |  |  |  | 10    | 29º  |

| 2015 | Scuderia                      | Vettura                        |  |   |  |  |  |  |  |     |  |  |  |  |    |  |  |  | Punti | Pos. |
| ---- | ----------------------------- | ------------------------------ |  | - |  |  |  |  |  | --- |  |  |  |  | -- |  |  |  | ----- | ---- |
| 2015 | Drive Dmack Motorsport Italia | Ford Fiesta RRC Škoda Fabia R5 |  | 2 |  |  |  |  |  | Rit |  |  |  |  | 14 |  |  |  | 18    | 21º  |

| 2016 | Scuderia                 | Vettura        |  |   |  |  |  |  |  |  |  |  |  |  |  |  |  |  | Punti | Pos. |
| ---- | ------------------------ | -------------- |  | - |  |  |  |  |  |  |  |  |  |  |  |  |  |  | ----- | ---- |
| 2016 | M-Sport World Rally Team | Ford Fiesta R5 |  | 5 |  |  |  |  |  |  |  |  |  |  |  |  |  |  | 10    | 30º  |

| 2017 | Scuderia          | Vettura        |  |   |  |  |  |  |  |  |  |  |  |     |  |  |  |  | Punti | Pos. |
| ---- | ----------------- | -------------- |  | - |  |  |  |  |  |  |  |  |  | --- |  |  |  |  | ----- | ---- |
| 2017 | Adapta Motorsport | Ford Fiesta R5 |  | 8 |  |  |  |  |  |  |  |  |  | Rit |  |  |  |  | 4     | 36º  |

| 2019 | Scuderia | Vettura        |  |   |  |  |  |  |  |  |  |  |  |  |  |  |  |  | Punti | Pos. |
| ---- | -------- | -------------- |  | - |  |  |  |  |  |  |  |  |  |  |  |  |  |  | ----- | ---- |
| 2019 |          | Škoda Fabia R5 |  | 6 |  |  |  |  |  |  |  |  |  |  |  |  |  |  | 8     | 36º  |

| 2020 | Scuderia     | Vettura                |  |  |  |   |   |   |  |  |  |  |  |  |  |  |  |  | Punti | Pos. |
| ---- | ------------ | ---------------------- |  |  |  | - | - | - |  |  |  |  |  |  |  |  |  |  | ----- | ---- |
| 2020 | Toksport WRT | Škoda Fabia Rally2 Evo |  |  |  | 4 | 3 | 3 |  |  |  |  |  |  |  |  |  |  | 42    | 6º   |

| 2021 | Scuderia     | Vettura                |  |   |  |  |  |  |  |  |  |  |  |  |  |  |  |  | Punti | Pos. |
| ---- | ------------ | ---------------------- |  | - |  |  |  |  |  |  |  |  |  |  |  |  |  |  | ----- | ---- |
| 2021 | Toksport WRT | Škoda Fabia Rally2 Evo |  | 4 |  |  |  |  |  |  |  |  |  |  |  |  |  |  | 12    | 17º  |

| 2022 | Scuderia     | Vettura                |  |  |  |  |  |  |  |  |  |   |  |  |  |  |  |  | Punti | Pos. |
| ---- | ------------ | ---------------------- |  |  |  |  |  |  |  |  |  | - |  |  |  |  |  |  | ----- | ---- |
| 2022 | Toksport WRT | Škoda Fabia Rally2 Evo |  |  |  |  |  |  |  |  |  | 4 |  |  |  |  |  |  | 12    | 29º  |

| 2024 | Scuderia     | Vettura               |  |  |  |   |  |  |  |  |  |  |  |  |  |  |  |  | Punti | Pos. |
| ---- | ------------ | --------------------- |  |  |  | - |  |  |  |  |  |  |  |  |  |  |  |  | ----- | ---- |
| 2024 | Toksport WRT | Škoda Fabia RS Rally2 |  |  |  | 5 |  |  |  |  |  |  |  |  |  |  |  |  | 10    | 26º  |

| Legenda | 1º posto | 2º posto | 3º posto | A punti | Senza punti | Ritirato | Squalificato | NP=Non partito C=Gara cancellata | Apice=Power stage |

### WRC-2 Challenger
| 2024 | Scuderia     | Vettura               |  |  |  |   |  |  |  |  |  |  |  |  |  |  |  |  | Punti | Pos. |
| ---- | ------------ | --------------------- |  |  |  | - |  |  |  |  |  |  |  |  |  |  |  |  | ----- | ---- |
| 2024 | Toksport WRT | Škoda Fabia RS Rally2 |  |  |  | 4 |  |  |  |  |  |  |  |  |  |  |  |  | 12    | 24º  |

| Legenda | 1º posto | 2º posto | 3º posto | A punti | Senza punti | Ritirato | Squalificato | NP=Non partito C=Gara cancellata | Apice=Power stage |

### P-WRC
| 2008 | Scuderia | Vettura                  |  |    |  |  |  |  |     |     |    |  |  |    |  |   |     |  | Punti | Pos. |
| ---- | -------- | ------------------------ |  | -- |  |  |  |  | --- | --- | -- |  |  | -- |  | - | --- |  | ----- | ---- |
| 2008 |          | Mitsubishi Lancer Evo IX |  | 15 |  |  |  |  | Rit | Rit | 10 |  |  | 34 |  | 4 | Rit |  | 5     | 19º  |

| 2009 | Scuderia                               | Vettura                                    |  |   |  |   |   |   |  |  |  |     |  |     |  |  |  |  | Punti | Pos. |
| ---- | -------------------------------------- | ------------------------------------------ |  | - |  | - | - | - |  |  |  | --- |  | --- |  |  |  |  | ----- | ---- |
| 2009 | Ralliart New Zealand Errani Team Group | Mitsubishi Lancer Evo IX Škoda Fabia S2000 |  | 2 |  | 3 | 5 | 5 |  |  |  | Rit |  | Rit |  |  |  |  | 22    | 6º   |

| Legenda | 1º posto | 2º posto | 3º posto | A punti | Senza punti | Ritirato | Squalificato | NP=Non partito C=Gara cancellata | Apice=Power stage |